# 뉴질랜드의 군주
뉴질랜드의 군주는 세습 군주가 뉴질랜드의 주권자이자 국가 원수인 헌법 체계의 정부 형태를 말한다. 현 군주인 찰스 3세는 그의 어머니 엘리자베스 2세 여왕이 2022년 9월 8일 영국에서 사망한 후 왕위에 올랐다. 국왕의 장남인 웨일스 공 윌리엄 왕자가 법정 추정 상속인이다.
빅토리아 여왕과 마오리 족장들(랑아티라) 사이의 와이탕이 조약은 1840년 2월 6일에 체결되었다. 이 조약을 통해 1840년 5월 21일 뉴질랜드에 대한 영국의 주권 선언의 기초를 마련했으며, 영국 군주가 뉴질랜드의 국가 원수가 되었다. 이후 뉴질랜드는 점진적으로 영국으로부터 독립하게 되었고, 군주는 독특한 상징으로 대표되는 뉴질랜드의 고유한 제도로 발전했다. 현재 뉴질랜드 군주는 영연방의 다른 14개 국가(왕국)와 공유되고 있으며, 각국에서 군주는 법적으로 별개의 존재이다. 그 결과, 현 군주는 공식적으로 뉴질랜드 국왕(마오리어: Kīngi o Aotearoa)으로 불리며, 이러한 지위에서 국왕과 왕실의 다른 구성원들은 뉴질랜드 왕국 전역에서 다양한 공적 및 사적 기능을 수행한다. 국왕은 왕실 구성원 중 유일하게 헌법적 역할을 가진 인물이다.
모든 행정 권한은 국왕에게 부여되며, 의회가 법률을 제정하고, 특허장 및 국무회의 명령이 법적 효력을 갖기 위해서는 국왕의 승인이 필요하다. 그러나 국왕의 권한은 헌법 군주제의 관습적 규정에 따라 제한되며, 이러한 영역에서의 국왕의 직접적인 참여는 제한적이다. 군주와 관련된 권한 대부분은 의회에서 선출된 의원들과 일반적으로 그들 중에서 선발된 국무 장관들, 그리고 판사 및 평화 판사들이 행사한다. 총리를 해임하는 것과 같은 군주에게 부여된 기타 권한은 중요한 권한이지만, 예비 권한으로만 취급되며 군주제 역할의 중요한 안전 장치로 여겨진다.
군주가 영국(가장 오래된 영연방 왕국)에 거주하기 때문에, 뉴질랜드 왕국 내에서의 대부분의 왕실 헌법적 및 의례적 임무는 주로 국왕의 대표인 뉴질랜드의 총독이 수행한다. 군주의 역할은 뉴질랜드에서 국민들의 토론에 나오는 반복적인 주제다..

### 내용주
1. ↑  군주는 또한 "뉴질랜드의 왕권(Crown in Right of New Zealand)", "뉴질랜드의 국왕 폐하(His Majesty the King in Right of New Zealand)" 또는 "뉴질랜드의 군주(Sovereign in Right of New Zealand)"라고도 불리며, 특히 뉴질랜드 정부 전체와 관련하여 이러한 용어가 사용된다.
[1][2]

### 참조주
1. ↑  Shore & Kawharu 2014, 17쪽
2. ↑  Office of the Governor-General of New Zealand. “On the Constitution of New Zealand”. 2017년 6월 29일에 확인함.
3. ↑  Elizabeth II (1986년 12월 13일), 《Constitution Act 1986》, 2.1, Wellington: Parliamentary Counsel Office (New Zealand), 2009년 12월 30일에 확인함
4. ↑  Department of the Prime Minister and Cabinet (2022년 9월 29일). “Accession of King Charles III – a Official Information Act request to Department of the Prime Minister and Cabinet” (영어). 2022년 10월 25일에 확인함 – FYI.org.nz 경유.
5. ↑  Cabinet Office 2017, 3쪽
6. ↑  Cabinet Office 2017, 7쪽
7. ↑  “Changing attitudes to monarchy”. 《NZ History》. Ministry for Culture and Heritage. 2018년 2월 24일에 확인함.